# Kněživka (přírodní památka)
Kněživka je přírodní památka ležící v katastrálním území Kněžívka na jižním okraji obce Tuchoměřice v okrese Praha-západ ve Středočeském kraji. Její celková rozloha je 0,20ha. Kněživka má velký význam z hlediska paleontologie, geologie a geomorfologie.
Území, na kterém se dnes nachází Kněživka, bylo v období svrchní křídy zatopeno mělkým moře. Z toho období se zde v depresích hornin zachovaly zkameněliny, které byly odkryty až díky těžbě buližníku. Dnes je Kněživka opuštěným lomem. Odkryv fosilií byl důvodem k prohlášení Kněživky za přírodní památku dne 8. srpna 1978. Chráněné území je ve správě Krajského úřadu Středočeského kraje.
Kněživka má čtyři paleontologická naleziště, která se od sebe mírně odlišují. Tato naleziště se od sebe liší i z hlediska geologie, avšak základní horninou všech nalezišť je silicit. Plán péče o lokalitu Kněživka spočívá v odstraňování nežádoucích náletových dřevin ze svahu.

## Lokalita
Přírodní památka Kněživka je buližníkový hřbet, který se nachází severně od letiště Václava Havla, na jižním okraji obce Tuchoměřice, okres Praha-západ, Středočeský kraj. Maximální nadmořská výška lomu je 343 m. Hřbet je dlouhý přibližně 300 m a v nejvyšším bodě 10 m vysoký. Výměra přírodní památky Kněživka je 0,20 ha. Severovýchodní hranici chráněného území tvoří malý les, který navazuje na obec Tuchoměřice. Z jihovýchodní části je Kněživka ohraničena ornou půdou.

## Historie
Území, na kterém se Kněživka nachází, bylo přibližně před 100 miliony let, koncem druhohor v období svrchní křídy zatopeno teplým mořem. V těchto místech moře naráželo na pobřeží a tím modelovalo zdejší skály. Na některých částech jsou dobře viditelné ohlazy, které zde vytvořily příbojové vlny. Předpokládá se, že Kněživka byla v té době ostrůvkem. Díky těžbě proterozoického buližníku se zde odkryly křídové sedimenty, proto byla Kněživka 8. srpna 1978 prohlášena za přírodní památku. Od roku 1956 byl však v platnosti zákon o státní ochraně přírody č. 40/1956 Sb., který mimo jiné nedostatky nepočítal s přírodním vývojem na chráněných stanovištích, proto byl stav nejen Kněživky ale i dalších chráněných území ČR, velmi špatný. Až v roce 1992 byl přijat nový zákon č. 114/1992 Sb., o ochraně přírody a krajiny, který výrazně napomohl k lepším plánům péče a jejich realizaci v chráněných oblastech za účasti státu, fyzických osob a právnických osob.

## Přírodní poměry

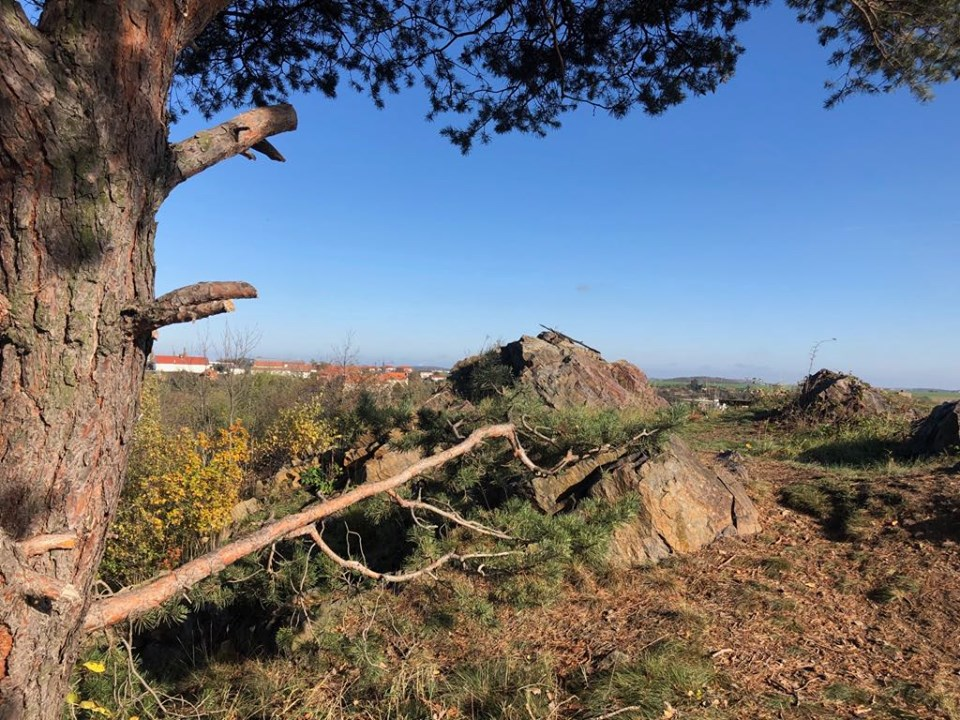
Výhled na obec Tuchoměřice z PP Kněživka

### Geologie a paleontologie
Lom Kněživka se nachází v oblasti Barrandien. Její nejhojnější horninou je silicit (buližník). Silicity jsou zde většinou zbarvené do šedé až černé ale i pleťové barvy. Na některých místech, nejvíce na severní části hřbetu, se nacházejí zvětralé algonkické břidlice. Po celé délce lomu lze pozorovat stopy po mořské činnosti. Horniny jsou od mořské vody ohlazené a v depresích kapsovitého typu jsou svrchnokřídové uloženiny. Kněživka má čtyři naleziště.
Naleziště 1 se nachází v jihozápadní části. Jedná se o depresi, která je v některých místech hluboká až 2,5 m a široká je až 4 m. Toto naleziště je na buližníkovém podloží, na které nasedají vápencové slepence. Jsou zde běžné i bílé křemeny a písčité mikritové vápence. Na vápencové slepence nasedá vrstva slínovce. Nadloží je složeno z jílovce a jílovité hlíny, kterou zakrývá ornice.
Naleziště 2 má buližníkové podloží, na která nasedá slínovec spolu s buližníkovými valouny. Na nalezišti je 15 cm vysoká vrstva orné půdy. 

Naleziště 3 má proterozoické podloží, na které nasedá žlutý slínovec zakrytý ornicí. Na sever od toho naleziště je naleziště 4, které má uměle vytvořené jeskyně, z kterých vyčnívají hrubozrnné vápencové slepence. 

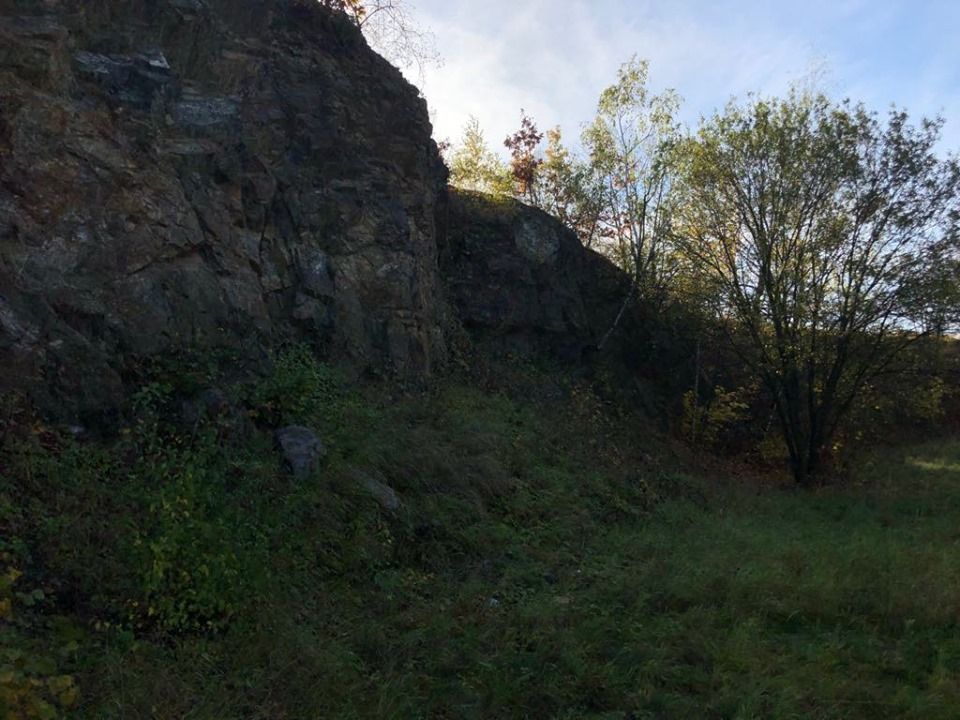
Nejlépe přístupný úsek přírodní památky Kněživka.

PP Kněživka má velký význam z hlediska paleontologie. Nachází se zde velké množství dobře zachovalých fosilií. Lom má čtyři naleziště, které se od sebe liší svými paleontologickými nálezy.
V písčitém vápenci naleziště 1 se vyskytují zejména misky mlžů, kousky korálů nebo kousky misek brachiopodů .

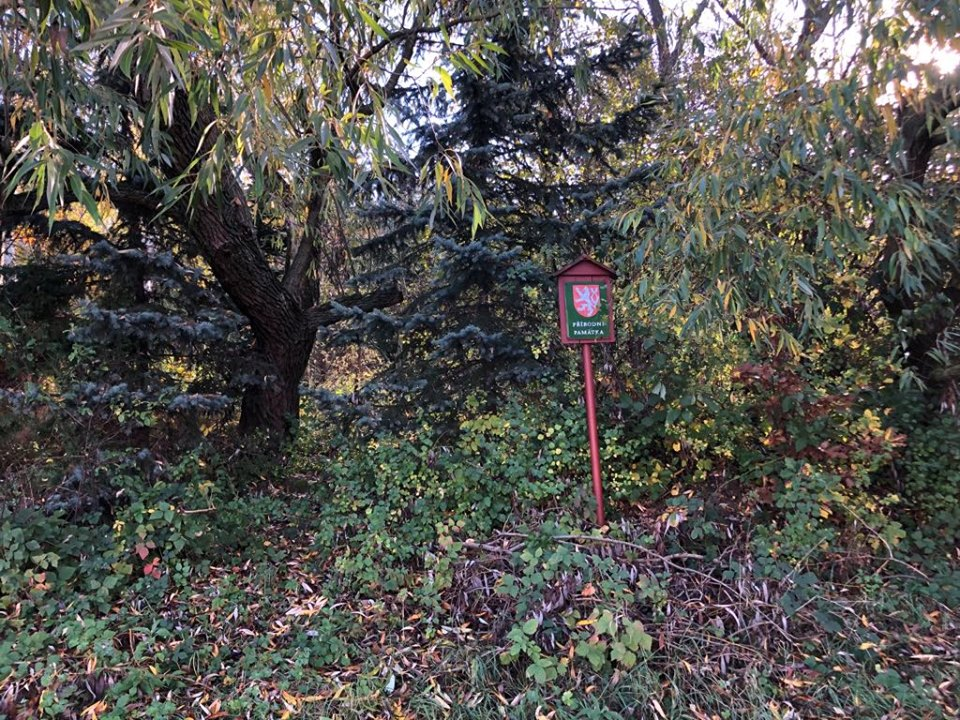
Označení chráněného území

Ve slínovci v paleontologickém nalezišti 2 se vyskytují např. úlomky ostnů ježovek, zuby žraloků, malé ústřice, kousky stonků lilijic nebo koprolity.
Objevy z naleziště 3 jsou podobné nálezům v nalezišti 2, ale převažují zde úlomky ústřic. Naopak naleziště 4 je z hlediska paleontologických nálezů více blízké nalezišti 1.

### Flora
Kněživka je ze severovýchodní části ohraničená malým smíšeným lesem. Bříza bělokorá (Betula pendula), borovice lesní (Pinus sylvestris), růže šípková (Rosa canina) nebo ořešák královský (Juglans regia) jsou zde nejběžnější dřevnaté druhy. Na okrajích lomu se zde daří světlomilným a teplomilným druhům rostlin. Mezi vzácnější rostliny, které se zde vyskytují, patří netřesk výběžkatý (Jovibarba globifera), řebříček panonský (Achillea pannonica) nebo rozrazil rozprostřený (Veronica prostrata). 

## Ochrana
Důvodem ochrany jsou dobře zachovalé svrchnokřídové uloženiny s bohatou mikrofaunou.
Území přírodní památky Kněživka je ohraničeno tabulemi se státním znakem a pruhovým červeným značením. Na celém území je zakázáno jakkoliv poškozovat nebo ničit předmět ochrany (např. sběrem zkamenělin). Státní správu v přírodní památce vykonává podle zákona č. 114/1992 Sb., o ochraně přírody a krajiny, Středočeský kraj. Péče o přírodní památku spočívá v průběžném odstraňování nežádoucích dřevin ze skalních výchozů.

## Přístup

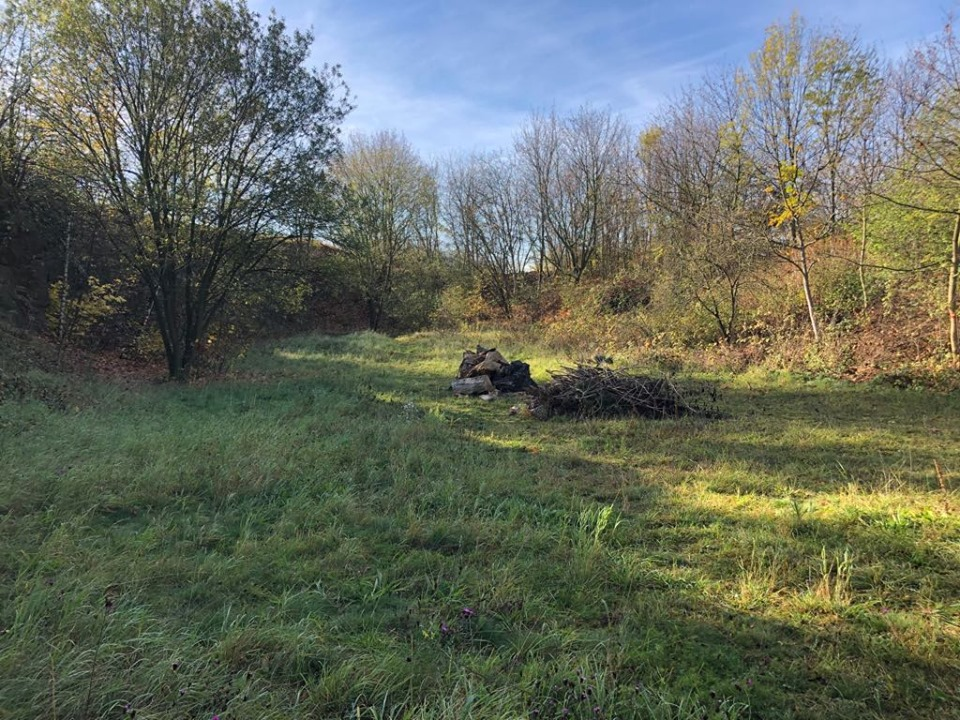
Dřeviny, odstraněné z prostoru lomu

Kněživka je dobře dostupná lokalita. Dá se k ní dostat z Prahy autobusovou linkou číslo 312, která jezdí několikrát za hodinu, ze zastávky Bořislavka na zastávku Tuchoměřice, Kněžívka. Přírodní památka je od zastávky vzdálená po místních komunikacích zhruba 200 metrů.